# Heremites auratus
Heremites auratus (левантійський сцинк або золотава мабуя) — вид сцинкоподібних ящірок родини сцинкових (Scincidae). 

## Опис
Загальна довжина золотавої мабуї сягає 25—28 см з вагою до 25—27 г. шкіра у неї має коричневий, бурий колір з бронзовим відливом. Знизу вона сірувато-біла або ж жовтувата. Хвіст у цього виду мабуї блакитно—сірий. Вдовж спини тягнуться 4 темні смуги, поділені на окремі нечіткі форми рисочки та плями. Золотава мабуя має широкі смуги з боків та на голові. Шкіра тонка та ніжна, легко пошкоджується. Кінцівки з п'ятьма пальцями та невеличкими кігтями.

## Спосіб життя
Живе у скелястих, кам'янистих місцинах, майже без рослинності, у горах зустрічається на вишині до 1200 м. Полюбляє ущелини, нагромаджене каміння по берегам араків. Це дуже обережна тварина, має відчуття "накопичення досвіду". Спритна та швидка ящерка.
Активна вдень. Харчується здебільшого комахами. Статева зрілість наступає на 2 рік. Це яйцеживородяща ящірка. Народжує у червні. За 1 раз народжується 3—5 дитинчат довжиною 65—68 мм.
На зиму золотава мабуя риє на зиму нору у піску на глибині 15—40 см або ховається у норах гризунів. Іноді в одній норі разом живуть до 10 особин.

## Розповсюдження
Золотава мабуя мешкає в Еритреї, на островах Середземного та Егейського моря, у Передній та Малій Азії, у східному Кавказі, Ірані та Афганістані, у країнах Перської затоки.